# یواس‌اس ال‌اس‌تی-۵۱۰
یواس‌اس ال‌اس‌تی-۵۱۰ (به انگلیسی: USS LST-510) یک کشتی بود که طول آن ۳۲۸ فوت (۱۰۰ متر) بود. این کشتی در سال ۱۹۴۳ ساخته شد.